# Helmut G. Schütz

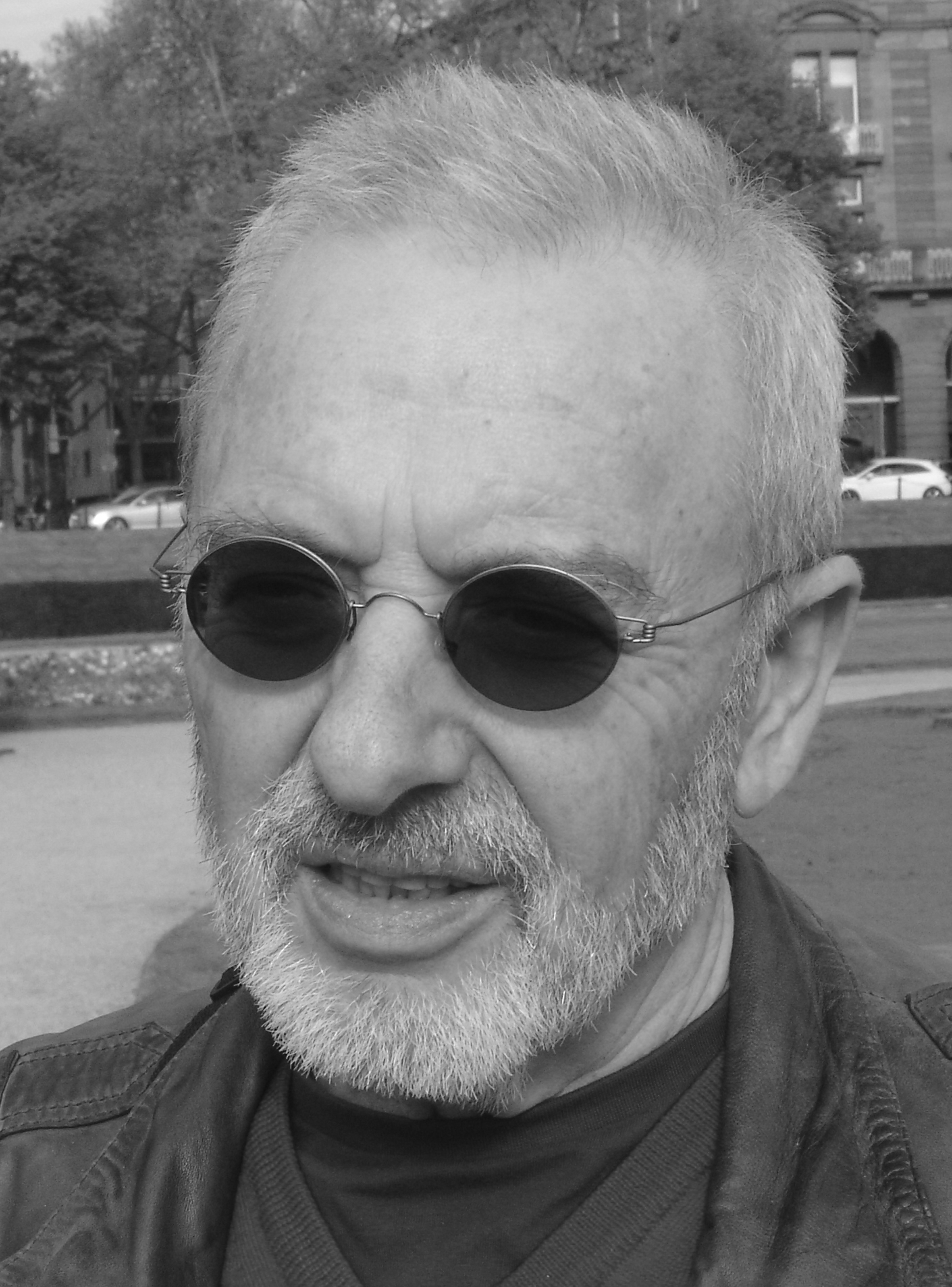
Helmut G. Schütz (2013)

Helmut Georg Schütz (* 18. März 1938 in Nieder-Wöllstadt) ist ein deutscher Kunstpädagoge, Kunstwissenschaftler und Autor.

## Werdegang
In einem Lehramtsstudium am Pädagogischen Institut Darmstadt (1959–1962) erhielt er wesentliche Impulse von Hans Roosen (Malerei, Druckgrafik, Kunsttheorie). Von 1962 bis 1963 war er Assistent für Kunst- und Werkerziehung am Pädagogischen Institut Darmstadt und an der Universität in Frankfurt. Von 1963 bis 1967 unterrichtete er an der Parkschule Rüsselsheim. 1967 bis 1968 studierte er Kunstgeschichte, Klassische Archäologie, Philosophie und Pädagogik an der Johannes Gutenberg-Universität in Mainz, 1968 bis 1974 Kunstgeschichte, Pädagogik und Philosophie an der Johann Wolfgang Goethe-Universität Frankfurt. 1969 bis 1971 leitete er die Dokumentationsstelle der Konferenz der Pädagogischen Hochschulen an der Geschäftsstelle Frankfurt. 1974 Promotion im Fachbereich Erziehungswissenschaften zum Dr. phil. mit der Dissertation: Zur Theorie des ästhetischen Gegenstandes und seiner didaktischen Relevanz. 1974 Ruf an die Pädagogische Hochschule Esslingen als Dozent für Kunsterziehung. 1977 bis 1981 Professor für Kunstpädagogik an der Pädagogischen Hochschule Esslingen. 1981 Professor für Didaktik und Geschichte der bildenden Kunst an der Pädagogischen Hochschule Karlsruhe. 2001 Entbindung von den Verpflichtungen in Lehre und Hochschulselbstverwaltung. Seither tätig als freier Kunstvermittler und Schriftsteller.

## Wissenschaftliche Arbeit
Während seines Studiums in Mainz und Frankfurt reduzierte Schütz seine künstlerische Tätigkeit, Anfang der 1980er Jahre stellte er sie gänzlich ein, um sich ganz auf die wissenschaftliche Arbeit zu konzentrieren.
Die Didaktische Ästhetik (1975) stellt den autonomen Versuch dar, um die Universitätsdisziplinen Kunstgeschichte, Philosophie und Pädagogik in einer Theorie der Ästhetischen Erziehung zusammenzuführen. Danach zeigte Schütz in einer Vielzahl von Einzeluntersuchungen, dass auch die historische Dimension sowie das Material und die Werkzeuge in hohem Maße didaktisch relevant sind. Als Modellfall einer originalen Kunstbetrachtung entstand die Werkmonografie Sphinx Beckmann (1997). Eine sich über drei Jahrzehnte erstreckende kritische Auseinandersetzung mit medialer Kunstbetrachtung mündete in die historische Monografie Kunst und Analyse der Betrachtung (2002).
Kunstdidaktik war für Schütz nie ein Kompendium von Methodenlehren und Begründungskonzepten des schulischen Kunstunterrichts, sondern eine umfassende Theorie von Kunstvermittlung. In diesem Sinne sind auch seine Vorträge und seine einführenden Texte in Ausstellungskatalogen zur zeitgenössischen Kunst zu verstehen.

## Privat
H. G. Schütz ist verheiratet und lebt in Karlsruhe; er hat vier erwachsene Kinder.

## Publikationen – Monografien
(Auswahl)
- Kunstpädagogische Theorie. Eine kritische Analyse kunstdidaktischer Modelle. München 1973, 2. Aufl. 1975, ISBN 3-497-00698-X
- Didaktische Ästhetik. Zur Theorie des ästhetischen Gegenstandes und seiner didaktischen Relevanz. München 1975 (Dissertation Frankfurt a. M. 1974), ISBN 3-497-00748-X
- Pragmatische Kunstpädagogik. Begründungen zur ästhetischen Praxis. München 1979, ISBN 3-497-00906-7
- Sphinx Beckmann. Exemplarische Annäherungen an Max Beckmanns Kunst. München 1997, ISBN 3-89235-112-0
- Die Kunstpädagogik öffnen. Erste Schritte zwischen Kunst und Medien, zwischen Sinnlichkeit und Unterricht. Baltmannsweiler 1998, ISBN 3-89676-058-0
- Kunst und Analyse der Betrachtung. Entwicklung und Gegenwart der Kunstrezeption zwischen Original und Medien. Baltmannsweiler 2002, ISBN 3-89676-582-5

## Publikationen – über zeitgenössische Künstler
- Zum dritten Mal: Kunst im Freien. Kirchheim unter Teck 1980.
- Zur Kunst von Philippe Sautrec. In: Sautrec. Kirchheim unter Teck 1980.
- Reinhard Scherer. In: Skulpturen. Kleinplastiken – Zeichnungen. Herbert Baumann, Wolfgang Bier, Ingrid Hartlieb, Horst Kuhnert, Reinhard Scherer. Göppingen 1981.
- Zum vierten Mal: Kunst im Freien – und zum ersten Mal: Forum. Kirchheim unter Teck 1981.
- Zum Waiblinger-Bild in Geiselharts Bildern. In: Wilhelm Waiblinger: Lieder der Verirrung. Mit Illustrationen von CHC Geiselhart. Tübingen 1981, ISBN 3-88466-038-1.
- Zur Theorie und Didaktik des konkreten Reliefs. In: Relief-Konkret in Deutschland heute. Saarbrücken 1981.
- CHC Geiselhart – Sich ein Bild machen von Hölderlin. Tübingen (Hölderlin-Gesellschaft) 1982.
- Drei Künstler aus dem Raum Stuttgart. In: Max G. Bailly, Jürgen Mack, Reinhard Scherer. Bilder, Plastiken. Jockgrim 1982.
- Christiane Reinhardt. In: Christiane Reinhardt. Bilder – Mischtechniken. Stuttgart 1982.
- Objekte und Zeichnungen zwischen Natur und Kunst. In: Karl Heger, Installationen. Stuttgart 1983.
- Raum für ein Gesamtkunstwerk. In: Gabriel Constantinescu, Malerei, Zeichnungen, Objekte, Naturplastiken, Bildprojektionen, Fotografie. Hamburg 1983.
- Vom Geist in der vergessenen Materie. In: Heinz E. Hirscher, Plakate und ihre Objekte, Märchen und ihre Zeichnungen. Ludwigsburg 1983.
- Malerische Figuration aus der intuitiven Geste. In: Ulrich Klieber, Malerei. Ludwigsburg 1984.
- Werner Fohrer. In: Arte del Mondo. Venezia-Stoccarda. Sei artisti d’oggi. Venezia 1988.
- Annäherungen an Ulrich Kliebers Malerei. In: Ulrich Klieber. Göppingen 1989.
- Karl Vollmer – Räume und Zeichen. In: Karl Vollmer – Arbeiten 1983–1989. Bretten 1989.
- Über das Geistige in der sichtbaren Materie. Zu Rosemarie Vollmers Malerei. Bretten 1992.
- Zu Ulrich Kliebers Leiternspiel. In: Ulrich Klieber – Keramische Arbeiten 1991 und 1992. Karlsruhe 1993.
- Melancholie der Dinge. Ulrich Klieber zieht eine Zwischenbilanz. In: Ulrich Klieber – Arbeiten aus Papier. Geislingen; St. Gallen 1994.
- Komplexität und System des Einfachen. Zu einer grafischen Entwicklungsreihe von Hartmut Gampp. In: Hartmut Gampp – Frottagen und Zeichnungen. Karlsruhe 1995, ISBN 3-88190-192-2.
- Zeichen und Spielräume. In: Ulrich Klieber – Raumbezogene Arbeiten 1990 – 1995. Stuttgart; Adelberg 1995.
- Über den zeichnerischen Umgang mit dem Selbst. Sybille Onnens Blick auf den animalischen Körper. Karlsruhe; Engen 1995.
- Figur, Mensch und Ambiente. Neue Blicke und Sehweisen in Ulrich Kliebers Kunst. In: Ulrich Klieber – Blicke und Sehweisen. Adelberg; Halle 1998.
- Klieber in Kuba. Einführungstext in Deutsch und Englisch zum Ausstellungskatalog „Kuba – Ulrich Klieber“. Hamburg; Wiesbaden; Stuttgart 2003, ISBN 3-00-010901-3.
- Ulrich Klieber „Vietnam“. Katalog zur Ausstellung „FOOL ON THE HILL - Vier von der Burg Giebichenstein“. Bernau 2003.
- Kunst als der doppelte Weg – Rosemarie Vollmers Diptychen und andere komplementäre Bildformen. In: Rosemarie Vollmer – „Notes on my ways“. Malerei. Karlsruhe; Geislingen 2004.
- Der Weg ins Freie. In: Karl Vollmer: Die Reise ins Paradies … Bilder und Zeichnungen. Karlsruhe 2006, ISBN 3-88190-426-3.
- Bailly und Malta. In: Max G. Bailly. Künstlerische Stationen 1998–2006. Zeit – Räume. Rück – Blicke. Nürtingen; Unterensingen 2006.
- Die kombinatorische Kunst des Michael Triegel. In: Mattheuer, Tübke, Triegel. Eine Frankfurter Privatsammlung. Frankfurt am Main 2007 (Museum Giersch), ISBN 978-3-86568-329-8.
- Holz in der Bildhauerei – zur Neurezeption eines Materials in der Kunst (gemeinsam mit Christoph Bauer und Jörg Wuhrer). In: „Aus dem Stamm“ – Die Sinnlichkeit des Materials – Holzskulptur heute. Heidelberg 2009.
- Harald Huss und die Epiphanien der Farbe. In: Harald Huss – Lost in Colour. Donzdorf 2011.
- Auf der Höhe: Rückblick – Ausblick. In: Karl Vollmer. So long. Malerei, Zeichnung, Fotografie. Karlsruhe 2012, ISBN 978-3-88190-675-3.
- Pictures to go. In: Patricia Thoma. Manila Maps. Manila 2012
- Von der zweifelhaften Evidenz des Sichtbaren – Zu Timm Ulrichs’ Landschaftsepiphanien. Karlsruhe 2012
- Drei Jahrzehnte Figuration. Ein Rückblick auf das malerische Werk von Ulrich Klieber. In: Ulrich Klieber – Malerei: Werkschau. München 2013, ISBN 978-3-7774-2007-3.
- Lichtwechsel. Turning Point of Light. In: Patricia Thoma: „Blutdiamanten“. Berlin 2016.
- Nachtgesichte. Night visions. In: Patricia Thoma: „Schlaflos. Sleepless“. Berlin 2017.
- Rosemarie Vollmer bewegt Schweres mit leichter Hand. In: Rosemarie Vollmer: „Malerei, Zeichnung, Keramische Plastik“. Karlsruhe 2021.

## Belletristik
(unter Pseudonym Yelmo Schütz)
- Suchmeldung. Episoden zu einer Familienchronik. Norderstedt 1. Aufl. 2017, ISBN 978-3-7448-2063-9.
- Der Pennäler zwischen den Stühlen. Roman. Norderstedt 2019, ISBN 978-3-7504-0457-1.
- Suchmeldung. Episoden einer Kindheit in der Wetterau. Norderstedt 2. Aufl. 2020, ISBN 978-3-7504-8011-7.
- Beinahe ein Lehrer. Roman. Norderstedt 3. Aufl. 2024, ISBN 978-3-7578-8338-6.
- Der Verriss. Eine Art Künstlerlegende. Roman.  Norderstedt 2. Aufl. 2024, ISBN 978-3-7578-8191-7.
- Die heiße Sphinx und andere Erzählungen. Norderstedt 2025, ISBN 978-3-7693-5265-8.